# Bałakowo
Bałakowo (ros. Балаково) – miasto w Rosji, w obwodzie saratowskim, port nad Wołgą. Około 187,5 tys. mieszkańców.
W mieście urodzili się m.in. hokeista Andriej Kowalenko, piosenkarka Anastasija Karpowa, żużlowcy Artiom Wodiakow i Aleksandr Łoktajew.
W Bałakowie funkcjonuje system trolejbusowy.
W mieście rozwinął się przemysł maszynowy, chemiczny, obuwniczy, spożywczy, materiałów budowlanych oraz stoczniowy.
Od 2022 r. siedziba prawosławnej eparchii bałakowskiej.

## Sport
- Turbina Bałakowo – klub żużlowy
- Proton Bałakowo – klub piłki siatkowej kobiet

## Miasta partnerskie
- Trnawa